# Степанов, Евгений Викторович
Евге́ний Ви́кторович Степа́нов (род. 5 июня 1964 года, Москва) — российский поэт, прозаик, литературовед, журналист, издатель, телеведущий, общественный деятель. Главный редактор журналов «Дети Ра», «Футурум АРТ», «Зарубежные записки» и газеты «Литературные известия», Президент Союза писателей XXI века .

## Биография
Окончил факультет иностранных языков Тамбовского педагогического института, Университет христианского образования в Женеве и аспирантуру МГУ имени М. В. Ломоносова. Стажировался в издательстве «Bayar-press» (Франция) и газете «Leadger independent» (США). Работал в газетах «Семья», «Совершенно секретно», «Ступени», «Век», «Крестьянская Россия», журналах «Мы», «Столица», «Трезвость и культура» и других.
Публикуется с 1981 года. Стихи печатались в журналах «Юность», «Звезда», «Нева», «Дружба народов», «Арион», «Волга», «Урал», «Интерпоэзия», «День и ночь», «Дон», «Зарубежные записки», «Слово/Word», «Российский колокол», «Южное полушарие»,
«Другое полушарие», «Окно», «45 параллель», «Литеrraтура», «Крещатик», «Дети Ра», «Зинзивер», «Футурум АРТ», «Новый берег», «Словесность», «Черновик», «Волга — XXI век», «АКТ», «Членский журнал», «Журнал ПОэтов», «Лампа и Дымоход», «LiteraruS», «Студенческий меридиан», «Мы», «Сельская молодёжь»; в альманахах «Поэзия», «День поэзии», «Словесность»; в газетах «Народный учитель», «Труд», «Литературная газета», «Вечерняя Москва», «Московская правда», «Московский комсомолец», «Московский литератор», «Семья», «Тамбовская правда», «Трудовая новь», «МОЛ», «Обнинск», «Литературные известия», «Поэтоград» и других. Проза печаталась в журналах «День и ночь», «Дети Ра», «Крещатик», «Другое полушарие». Как литературный критик многократно публиковался в журнале «Знамя».
Лев Аннинский, рассуждая о стихах Евгения Степанова на страницах «Российской газеты», назвал его 
пятидесятилетним мастером стиха, донёсшим в Москву из тамбовской дали ощущение огромной страны, по которой гуляют теперь потомки тех послевоенных гармонистов, что не давали заснуть овдовевшим солдаткам и подросшим невестам…
За трёхтомник «Жанры и строфы современной русской поэзии. Версификационная практика поэтов ХХ и XXI веков» Евгений Степанов был удостоен премии им. А. Дельвига («Бронзовый Дельвиг», 2013).
Евгений Викторович Степанов — кандидат филологических наук, генеральный директор издательства и типографии «Вест-Консалтинг», член Правления Союза литераторов России, Высшего творческого совета МГО СП России, член Русского Пен-Центра и Союза писателей Москвы, ведущий программ на телеканале «Диалог», руководитель ПЛК (Профессиональных литературных курсов), организованных Союзом писателей XXI века, Союзом литераторов России и журналом «Знание — сила», автор нескольких книг[сколько?] стихов, прозы, публицистики, научных и культурологических монографий, вышедших в России, США, Румынии, Болгарии.

## Награды и премии
- Лауреат Отметины имени Отца русского футуризма Д. Д. Бурлюка (2000)[7]
- Лауреат премии им. А. Дельвига (2013)[8]
- Лауреат премии журнала «Нева» (2016)[9]
- Лауреат поэтической премии Константина Кедрова Президентского фонда культурных инициатив (2024)[10]

## Отзывы о творчестве
Татьяна Бек

Стихи Евгения Степанова ясны, как документальная проза, таинственны, как добрый крик обиженной любви, публицистичны и вместе с тем суггестивны. У него в одном стихотворении могут естественно соседствовать реминисценции из Блока и Сосноры или из Венички и Солженицына, а также «славянская душа» и «прищур азиатский», ирония и пафос, жаргон и архаика, стеб и пафос…
Еще Степанов — мастер урбанистической зарисовки (тут он продолжатель лианозовцев, прежде всего Сапгира), но он же порой погружается в звуковые глубины слова и по-хлебниковски пробует его на зуб.
…следуя классификации одного малоизвестного мудреца, поэт Евгений Степанов не самоутвержденец, он — самовыраженец. И ему есть что выражать.

Юрий Влодов, 5 октября 2007 год

…Вся книга Евгения Степанова — цельная цитата, подтверждающая непохожесть, энергичную порывистость. Искренность с большой буквы. При наличии большого таланта, разумеется. Я — суровый критик, но здесь, — увы! Предлагаю вчитаться в книгу и представить её внутри моей хвалебной каймы. Долгих лет творческой жизни, Поэт Евгений Степанов!

Константин Кедров

Мне близка и простейшая форма, в которой выражается лирический герой Степанова — моностих и, конечно, рассказы о вчера-сегодня-завтра. Кстати, в них, как правило, присутствует классическая собранность, лаконичность, точность формулировок. Мне очень нравится стихотворение Степанова, состоящее из одного предложения «Я хотел написать стихотоворение. И не смог». Здесь какая-то пушкинская простота. Это кажется, что так написать легко, на самом деле, так еще никто не говорил. Степанов — современный Кручёных, сталкер в нашей литературе. И по натуре сталкер. Он идёт туда, куда вход запрещён. А потом описывает то, что увидел. Получается то смешно, то страшно.

Сергей Бирюков, президент Академии Зауми

Стихи Евгения Степанова — это исповедь сына века, человека, прожившего как бы несколько жизней в разных временных, сущностных (помните у Заболоцкого, «на самом деле то, что именуют мной, — не я один. Нас много. Я — живой…») и пространственных координатах. Стихи Степанова фиксируют, точно фиксаж, перемещения и — прежде всего! — перевоплощения его лирического героя.

Александр Иванов, поэт-сатирик

Необычные стихи, интересные, ни на что не похожие. А кроме того Евгений Степанов — поэт-переводчик. И что уж совсем в диковинку — знает языки, с которых переводит — французский и немецкий, после Маршака и Пастернака что-то я о таком не слышал.

Александр Ткаченко

Женя — в некотором роде мистическая личность. Как и когда Степанов творит, я не знаю, но время от времени он выходит из своих теней к людям и разбрасывает свои камешки-книжки. Ярко, красиво, талантливо. У него редкая профессия — собиратель. Как мы собираем разноцветные камешки на берегу, чтобы сложить бусы, так он собирает свои строчки, чтобы сложить книги. А, может, он просто знает места, где лежат в избытке ценные камешки незатейливых, «ситцевых» историй и событий. Проще говоря (проще ли?), мы имеем дело с метафизикой, фактически с булгаковской идеей постоянной передачи энергии как таковой из одного тысячелетия в другое. Причём сюжеты у Степанова, если вдуматься, — одни и те же, как библейский сюжет о Каине и Авеле, который бесконечно повторяется, меняя лишь (уни)форму, сшиваемую и подгоняемую по «фигуре» времени вечным портным.